# Vaccinium distichum
Vaccinium distichum är en ljungväxtart som beskrevs av J.L. Luteyn. Vaccinium distichum ingår i Blåbärssläktet, och familjen ljungväxter. Inga underarter finns listade i Catalogue of Life.